# Атлантик Бич (Флорида)
Атлантик Бич (енгл. Atlantic Beach) град је у америчкој савезној држави Флорида. По попису становништва из 2010. у њему је живело 12.655 становника.

## Демографија
Према попису становништва из 2010. у граду је живело 12.655 становника, што је 713 (5,3%) становника мање него 2000. године.
| Група             | 2000.          | 2010.          |
| Белци             | 10.627 (79,5%) | 10.023 (79,2%) |
| Афроамериканци    | 1.697 (12,7%)  | 1.368 (10,8%)  |
| Азијати           | 279 (2,1%)     | 238 (1,9%)     |
| Хиспаноамериканци | 559 (4,2%)     | 680 (5,4%)     |
| Укупно            | 13.368         | 12.655         |